# Sampford Brett
Sampford Brett est une paroisse civile et un village du Somerset, en Angleterre.